# Võ thuật Nhật Bản

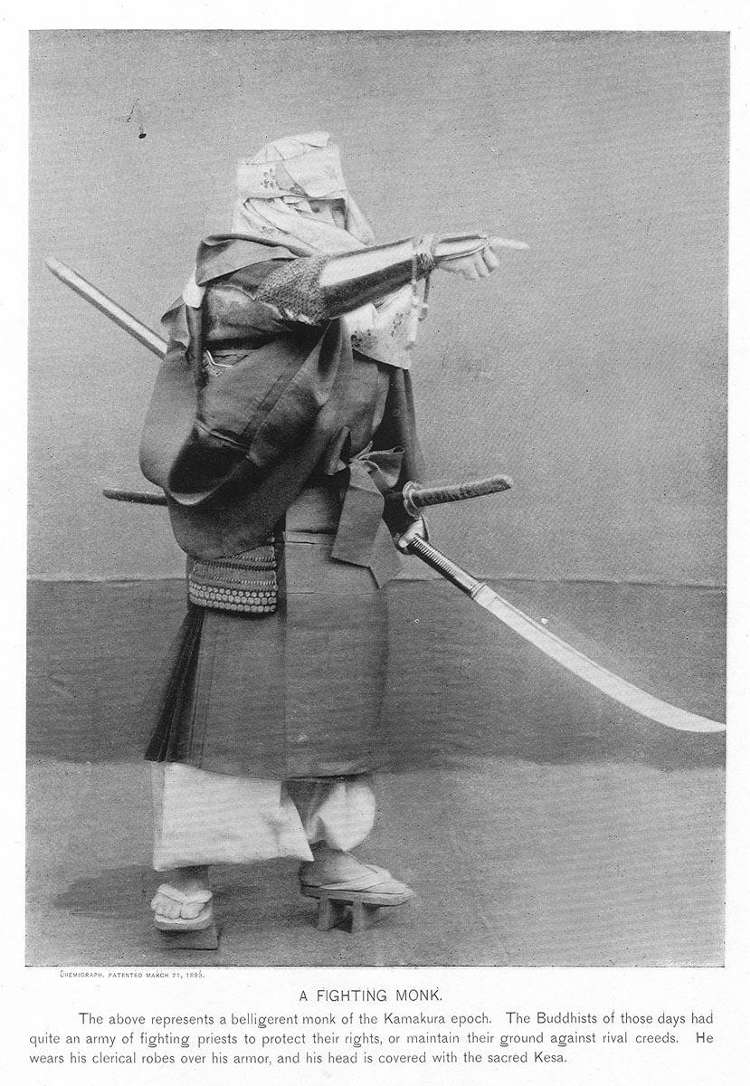
Hình ảnh cuối thế kỉ 19 của một yamabushi với đầy đủ áo choàng và trang bị, đang cầm một naginata và một tachi.

Các bộ môn võ thuật Nhật Bản bao gồm nhiều bộ môn võ thuật bản địa có nguồn gốc từ đất nước Nhật Bản. Có ít nhất ba thuật ngữ tiếng Nhật được sử dụng thay thế cho nhau ứng với cụm từ "võ thuật (martial arts) Nhật Bản".
Cách dùng thuật ngữ "budō" để chỉ võ thuật là cách dùng hiện đại, và trong lịch sử, thuật ngữ này mang ý nghĩa chỉ một lối sống bao gồm các khía cạnh về thể chất, tinh thần và đạo đức với trọng tâm là tự cải thiện, sống trọn vẹn hoặc phát triển bản thân. Các thuật ngữ bujutsu và bugei có nhiều định nghĩa rời rạc hơn, ít nhất là về mặt lịch sử. Bujutsu đề cập cụ thể đến ứng dụng thực tế của kỹ - chiến thuật của võ thuật trong chiến đấu thực tế. Bugei đề cập đến sự thích ứng hay nhận biết tinh tế với những chiến thuật và kỹ thuật đó để tạo điều kiện cho việc giảng dạy và phổ biến có hệ thống trong một môi trường học tập hình thức.
| Thuật ngữ          | Dịch nghĩa |
| ------------------ | ---------- |
| budō (武道)        | võ đạo     |
| bujutsu (武術)     | võ thuật   |
| bugei (武芸 (武藝) | võ nghệ    |

## Lịch sử

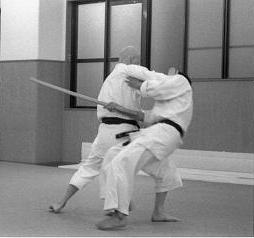
Tước vũ khí của người tấn công bằng kỹ thuật tachi-dori ("cướp đao").

Nguồn gốc lịch sử của võ thuật Nhật Bản có thể được tìm thấy trong truyền thống chiến binh samurai và hệ thống đẳng cấp đã hạn chế việc sử dụng vũ khí của các thành viên khác trong xã hội. Ban đầu, samurai được cho là thành thạo nhiều vũ khí, cũng như kĩ thuật chiến đấu tay không, và đạt được khả năng cao nhất có thể về kỹ năng chiến đấu.
Thông thường, việc phát triển các kỹ thuật chiến đấu được đan xen với các vũ khí được sử dụng để thực hiện các kỹ thuật đó. Trong một thế giới thay đổi nhanh chóng, những vũ khí này liên tục thay đổi, đòi hỏi các kỹ thuật sử dụng chúng liên tục được tái sáng tạo. Lịch sử của Nhật Bản hơi khác thường trong sự cô lập tương đối của nó. So với phần còn lại của thế giới, các vũ khí chiến đấu của Nhật Bản phát triển khá chậm. Nhiều người tin rằng điều này đã tạo cho lớp chiến binh cơ hội nghiên cứu về vũ khí của họ sâu sắc hơn các nền văn hóa khác. Tuy vậy, việc giảng dạy và đào tạo những võ thuật này thì lại phát triển. Ví dụ, trong giai đoạn đầu thời Trung cổ, cây cung và ngọn giáo được đề cao, nhưng trong thời Tokugawa, có ít trận chiến quy mô lớn hơn diễn ra, và thanh kiếm trở thành vũ khí có uy tín nhất. Một xu hướng khác phát triển trong suốt lịch sử Nhật Bản là việc tăng cường chuyên môn hóa về võ thuât, vì xã hội đã trở nên phân tầng hơn theo thời gian..
Các môn võ thuật phát triển hoặc có nguồn gốc từ Nhật Bản rất đa dạng, với sự khác biệt lớn trong các công cụ, phương pháp và triết học đào tạo trong vô số môn phái và phong cách. Điều đó nói rằng, võ thuật Nhật Bản nói chung có thể được chia thành koryū và gendai budō dựa trên việc chúng đã tồn tại tương ứng với trước hoặc sau khi diễn ra Minh Trị Duy tân. Vì gendai budō và koryū thường có cùng nguồn gốc lịch sử, người ta sẽ tìm thấy nhiều loại võ thuật khác nhau (như jujutsu, kenjutsu, hoặc naginatajutsu) ở cả hai loại phân chia.

## Koryū bujutsu
Koryū (古流 (cổ lưu)/ こりゅう), nghĩa là "trường phái cũ" hoặc "trường phái truyền thống", đề cập cụ thể đến các trường phái võ thuật, có nguồn gốc từ Nhật Bản, trước khi bắt đầu Minh Trị Duy tân vào năm 1868, hoặc lệnh phế đao vào năm 1876. Trong cách sử dụng hiện đại, bujutsu (武術 (võ thuật)), nghĩa là nghệ thuật/khoa học quân sự, được đặc trưng bằng cách áp dụng thực tiễn kỹ thuật vào các tình huống thực tế hoặc trên chiến trường.
Thuật ngữ này cũng được sử dụng chung để chỉ ra rằng một phong cách hoặc nghệ thuật cụ thể mang tính "truyền thống", chứ không phải "hiện đại". Tuy nhiên, ý nghĩa của nghệ thuật là "truyền thống" hay là "hiện đại" vẫn gặp vài sự tranh luận. Theo nguyên tắc chung, mục đích chính của võ thuật koryū là để sử dụng trong chiến tranh. Ví dụ cực đoan nhất của một trường phái koryū là một môn võ duy trì truyền thống của nó, và thường là những thực hành cổ, mang tính võ thuật ngay cả khi không tiếp tục cuộc chiến tranh nhằm kiểm chứng chúng. Các trường phái koryū khác có thể đã sửa đổi các thực hành của họ phản ánh thời gian trôi qua (có thể có hoặc không có thể dẫn đến việc mất trạng thái "koryū" trong mắt các đồng nghiệp của nó). Điều này trái ngược với võ thuật "hiện đại", mà chủ yếu tập trung vào việc tự cải thiện (tinh thần, thể chất, hoặc tinh thần) của cá nhân học viên, với mức độ nhấn mạnh khác nhau về ứng dụng thực tế của môn võ cho thể thao hoặc các mục đích tự vệ.
Các phần phụ dưới đây không đại diện cho các trường phái võ thuật riêng lẻ, mà là các "loại" võ thuật nói chung. Chúng thường có thể phân biệt được trên cơ sở phương pháp và thiết bị đào tạo của chúng, mặc dù biến thể rộng vẫn tồn tại trong mỗi phương pháp.

### Sumo
Sumo (相撲 (tương phác)/ すもう sumō), được nhiều người coi là môn thể thao quốc gia của Nhật Bản, có nguồn gốc từ quá khứ xa xôi. Những ghi chép sớm nhất của Nhật Bản, có niên đại từ thế kỷ thứ 8 sau Công nguyên, ghi lại trận đấu sumo đầu tiên vào năm 23 trước Công nguyên, được tổ chức riêng biệt theo yêu cầu của Thiên hoàng, và tiếp diễn đến khi một người bị thương không thể tiếp tục. Bắt đầu từ năm 728 sau Công nguyên, Thiên hoàng Shōmu Tennō (聖武 天皇, 701–756) bắt đầu tổ chức các trận đấu sumo chính thức tại các lễ hội thu hoạch hàng năm. Truyền thống này, trong đó có các trận đấu được tổ chức với sự hiện diện của hoàng đế được tiếp tục, nhưng dần dần lan rộng, với các trận đấu cũng được tổ chức tại các lễ hội Thần đạo, và việc đào tạo sumo cuối cùng đã được đưa vào đào tạo quân sự. Vào thế kỷ 17, sumo là một môn thể thao chuyên nghiệp có tổ chức, mở cửa cho công chúng, thu hút cả tầng lớp thượng lưu lẫn thường dân.
Ngày nay, sumo vẫn giữ được nhiều đặc điểm truyền thống, bao gồm cả một trọng tài ăn mặc như một tu sĩ Thần đạo, và một nghi thức mà các đối thủ vỗ tay, dậm chân và ném muối vào vòng tròn thi đấu trước mỗi trận đấu. Để giành chiến thắng một trận đấu, đối thủ cạnh tranh sử dụng kỹ thuật ném và vật để ép người đàn ông khác ngã xuống đất; người đàn ông đầu tiên chạm xuống đất với một phần của cơ thể không phải là lòng bàn chân, hoặc chạm vào mặt đất bên ngoài vòng với bất kỳ phần nào của cơ thể, sẽ thua cuộc. Sáu giải đấu lớn được tổ chức hàng năm tại Nhật Bản, và mỗi biệt danh và thứ hạng tương đối của mỗi đấu sĩ chuyên nghiệp được xuất bản sau mỗi giải đấu trong một danh sách chính thức, được gọi là banzuke, được theo dõi bởi người hâm mộ sumo.

### Jujutsu
Jujutsu (柔術 (nhu thuật)/ じゅうじゅつ jūjutsu), nghĩa đen có nghĩa là "các kĩ năng mềm dẻo". Tuy nhiên, chính xác hơn, nó có nghĩa là nghệ thuật sử dụng lực một cách gián tiếp, chẳng hạn như khóa khớp hoặc kỹ thuật ném, để đánh bại một đối thủ, ngược lại với lực trực tiếp như cú đấm hoặc đá. Điều này không ngụ ý rằng jujutsu không dạy hoặc sử dụng các đòn đánh, mà đúng hơn, mục tiêu của môn võ thuật là khả năng sử dụng lực của kẻ tấn công để chống lại người đó, và phản công vào nơi họ yếu nhất hoặc ít được bảo vệ nhất.

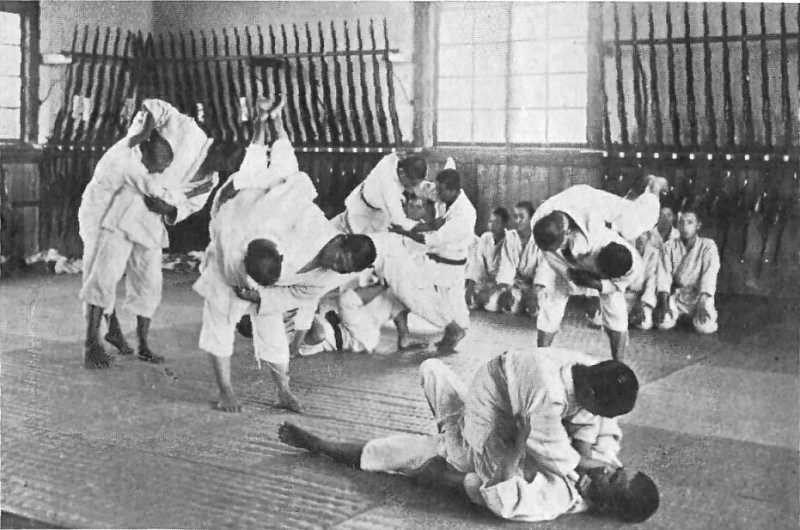
Luyện tập jujutsu tại một trường nông nghiệp ở Nhật Bản vào khoảng năm 1920.

Phương pháp chiến đấu bao gồm các đòn đánh (đá, đấm), ném (ném cơ thể, ném khóa khớp, ném không cân bằng), ngăn cản (ghìm, bóp cổ, khoá neo, vật) và với vũ khí. Các chiến thuật phòng thủ bao gồm chặn, né, cân bằng nghỉ, hoà hợp và thoát thân. Các vũ khí nhỏ như tantō(dao găm), ryufundo kusari (dây xích nặng), jutte (dùi cui Nhật), và kakushi buki (vũ khí bí mật hoặc ngụy trang) hầu như luôn có trong võ thuậtkoryū jujutsu.
Hầu hết trong số này là các hệ thống dựa trên chiến trường được thực hành như các võ thuật đồng hành với các hệ thống vũ khí mang tính phổ biến và quan trọng hơn. Vào thời điểm đó, những nghệ thuật chiến đấu này có nhiều tên gọi khác nhau, bao gồm kogusoku, yawara, kumiuchi và hakuda. Trên thực tế, những hệ thống vật này không phải là hệ thống chiến đấu không vũ trang, mà được mô tả chính xác hơn là phương tiện mà một chiến binh không có vũ trang hoặc chỉ có vũ trang sơ lược có thể đánh bại một kẻ thù đầy đủ vũ trang và áo giáp trên chiến trường. Trong trường hợp lý tưởng nhất, các samurai sẽ được trang bị vũ khí và sẽ không cần phải dựa vào các kỹ thuật như vậy.
Trong những thời kỳ sau này, các koryū khác đã phát triển thành các hệ thống quen thuộc hơn với các môn sinh jujutsu thường thấy ngày nay. Các hệ thống này thường được thiết kế để đối phó với các đối thủ không mặc áo giáp cũng như trong một môi trường chiến trường. Vì lý do này, chúng bao gồm việc sử dụng rộng rãi atemi waza (kỹ thuật với các đòn đánh nguy hiểm). Những chiến thuật này sẽ ít được sử dụng chống lại một đối thủ có áo giáp trên chiến trường, tuy nhiên, chúng sẽ khá có giá trị cho bất cứ ai đối đầu với một kẻ thù hoặc đối thủ trong thời bình mặc trang phục đường phố bình thường. Thỉnh thoảng, các vũ khí không dễ thấy như dao hoặc tessen (quạt sắt) được đưa vào chương trình giảng dạy.
Ngày nay, jujutsu được thực hành dưới nhiều hình thức, cả cổ xưa và hiện đại. Các phương pháp khác nhau của jujutsu đã được kết hợp hoặc tổng hợp thành judo và aikido, cũng như được quảng bá trên toàn thế giới và chuyển thành hệ thống đấu vật thể thao, được chấp nhận toàn bộ hoặc một phần bởi các hệ phái karate hoặc các võ thuật không liên quan khác, vẫn được thực hành như các thế kỷ trước đây, hoặc tất cả những điều trên.

### Thuật đánh kiếm

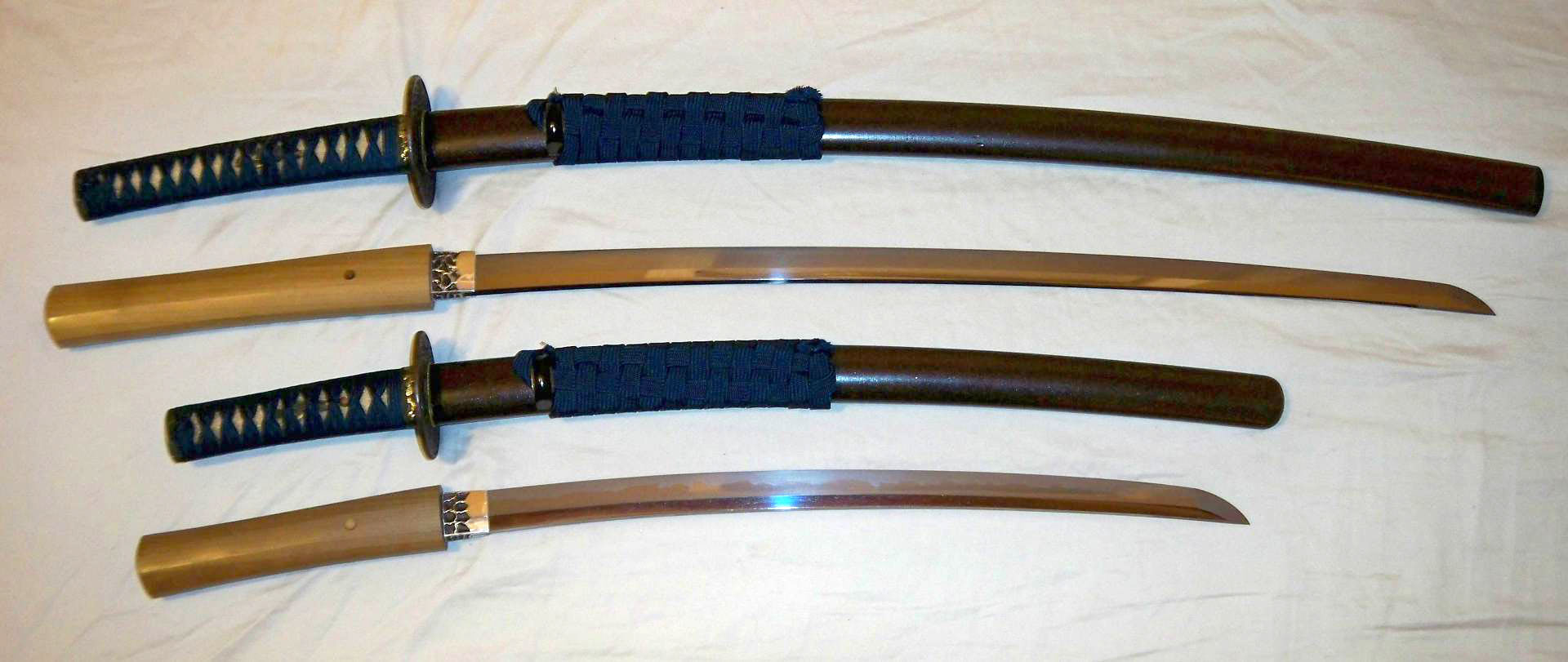
Một bộ kết hợp (daisho) của thanh kiếm (của samurai) Nhật Bản và các vỏ kiếm riêng (koshirae), katana ở trên và wakizashi bên dưới, thời kỳ Edo.

Thuật đánh kiếm, nghệ thuật sử dụng kiếm, có một nét đặc trưng gần như thần thoại, và được tin tưởng bởi một số người là loại võ thuật tối thượng, vượt qua tất cả những môn khác. Bất kể sự thật của niềm tin đó thế nào, chính thanh kiếm đã là chủ đề của những câu chuyện và truyền thuyết qua hầu như tất cả các nền văn hóa mà nó đã được sử dụng như một công cụ bạo lực. Ở Nhật Bản, việc sử dụng katana không có gì khác biệt. Mặc dù ban đầu các kỹ năng quan trọng nhất của tầng lớp chiến binh là thành thạo cưỡi ngựa và bắn cung, cuối cùng chúng đã phải nhường chỗ cho kiếm thuật. Những thanh kiếm đầu tiên, có thể có niên đại từ thời kỳ Kofun (thế kỷ thứ 3 và thứ 4) chủ yếu là lưỡi thẳng. Theo truyền thuyết, các thanh kiếm cong được làm mạnh mẽ bởi quá trình tạo nếp nổi tiếng lần đầu tiên được rèn luyện bởi người thợ rèn Amakuni Yasutsuna (天國 安綱, k. 700 sau Công nguyên).
Sự phát triển chính của thanh kiếm xảy ra vào khoảng từ năm 987 tới năm 1597 sau Công nguyên. Sự phát triển này được đặc trưng bởi nghệ thuật sâu sắc trong thời kỳ hòa bình, và tập trung đổi mới vào độ bền, tiện ích và quá trình sản xuất hàng loạt trong những thời kỳ chiến tranh gián đoạn, đáng chú ý nhất là cuộc nội chiến trong thế kỷ 12 và cuộc xâm lược của Mông Cổ trong thế kỷ 13 (mà chuyển đổi từ chủ yếu là bắn cung ngựa sang chiến đấu giáp lá cà trên mặt đất).
Sự phát triển này của thanh kiếm diễn ra song song với sự phát triển của các phương pháp được sử dụng để cầm nắm nó. Trong thời gian hòa bình, các chiến binh được đào tạo với thanh kiếm, và phát minh ra những cách thức mới để thực hiện nó. Trong chiến tranh, những lý thuyết này đã được thử nghiệm. Sau khi chiến tranh kết thúc, những người sống sót kiểm tra những gì hiệu quả và những gì thì không, và tiếp tục bổ sung kiến thức của họ. Vào năm 1600 sau Công nguyên, Tokugawa Ieyasu (徳川 家康, 1543–1616) đã giành quyền kiểm soát toàn bộ Nhật Bản, và đất nước này đã bước vào một thời kỳ hòa bình lâu dài cho đến Minh Trị Duy tân. Trong giai đoạn này, các kỹ thuật sử dụng thanh kiếm trải qua một quá trình chuyển đổi từ một nghệ thuật thực dụng chủ yếu để giết chóc, sang một nghệ thuật bao gồm một triết lý phát triển cá nhân và trau dồi tinh thần cho hoàn hảo.
Thuật ngữ được sử dụng trong kiếm thuật Nhật Bản có phần mơ hồ. Nhiều tên đã được sử dụng cho các khía cạnh khác nhau của nghệ thuật hoặc bao gồm nghệ thuật nói chung.

#### Kenjutsu
Kenjutsu (剣術 (kiếm thuật)/ けんじゅつ) nghĩa đen là "nghệ thuật/kỹ thuật dùng kiếm". Mặc dù thuật ngữ này được sử dụng như một thuật ngữ chỉ kiếm thuật nói chung, trong thời hiện đại, kenjutsu đề cập đến khía cạnh cụ thể hơn của kiếm thuật đối với việc luyện tập kiếm với đối tác. Đây là hình thức đào tạo lâu đời nhất và, ở cấp độ đơn giản nhất, bao gồm hai đối tác với kiếm được rút ra, thực hành các phần rèn luyện chiến đấu. Trong lịch sử thực hành với katana bằng gỗ (bokken), điều này thường bao gồm các hình thức được xác định trước, được gọi là kata, hoặc đôi khi được gọi là kumitachi, và tương tự như các phần rèn luyện thực hành với đối tác trong kendo. Trong số các môn sinh cao cấp, việc luyện tập kenjutsu cũng có thể bao gồm việc tăng mức độ thực hành tự do.
Nitō-ryū là danh từ tổng hợp để chỉ kỹ thuật dụng kiếm, tấn công và phòng thủ hợp nhất bằng cách vận dụng hai thanh kiếm trên hai tay tả hữu. Kỹ thuật này còn được gọi là Nitō Kenpō (二刀剣法, nhị đao kiếm pháp) trong võ học Nhật Bản.

#### Battōjutsu
Battōjutsu (抜刀術 (bạt đao thuật)/ ばっとうじゅつ), nghĩa đen là "nghệ thuật/kĩ thuật chém kiếm", và được phát triển vào giữa thế kỷ 15, là khía cạnh của kiếm thuật tập trung vào việc rút kiếm hiệu quả, chém kẻ địch và tra lại thanh kiếm vào bao kiếm (saya) của nó. Thuật ngữ này được sử dụng đặc biệt trong thời kỳ Chiến Quốc (thế kỷ 15–17). Có liên quan chặt chẽ, nhưng xuất hiện trước khi có iaijutsu, việc luyện tập battōjutsu nhấn mạnh phòng thủ trong phản công. Việc luyện tập battōjutsu kết hợp nghiêm túc với kata, nhưng thường chỉ bao gồm một vài động tác, tập trung vào việc tiến lại gần kẻ thù, múa kiếm, thực hiện một hoặc nhiều nhát chém, và tra vũ khí vào vỏ. Các bài tập của battōjutsu có xu hướng tránh sự phức tạp, cũng như những cân nhắc thẩm mỹ của iaijutsu hoặc iaidō kata. Cuối cùng, cần lưu ý rằng việc sử dụng tên riêng lẻ không phải là sự phân biệt; những điều là battōjutsu đối với một môn phái có thể là iaijutsu của một môn phái khác.

#### Iaijutsu
Iaijutsu (居合術 (cư hợp thuật)/ いあいじゅつ), nghĩa gần đúng là "nghệ thuật/kĩ thuật về sự hiện diện tinh thần và phản ứng tức khắc", cũng là nghệ thuật chém kiếm của Nhật Bản. Tuy nhiên, không giống như battōjutsu, iaijutsu có xu hướng phức tạp hơn về kỹ thuật, và có một sự tập trung mạnh hơn vào hình thức biểu diễn. Các khía cạnh kỹ thuật chính là chuyển động mượt mà, được kiểm soát để rút thanh kiếm ra khỏi bao kiếm, đánh hoặc chém một đối thủ, lau máu khỏi lưỡi kiếm, rồi đưa thanh kiếm vào lại bao kiếm.

### Naginatajutsu
Naginatajutsu (長刀術 (trường đao thuật)/ なぎなたじゅつ) là võ thuật Nhật Bản sử dụng naginata,  một vũ khí giống như glaive hoặc guisarme thời Trung cổ châu Âu. Hầu hết việc luyện tập naginata ngày nay đều là dạng hình thức hiện đại hóa (gendai budō) gọi là "con đường của naginata" (naginata-dō) hoặc "naginata mới" (atarashii naginata), trong đó các cuộc thi cũng được tổ chức.

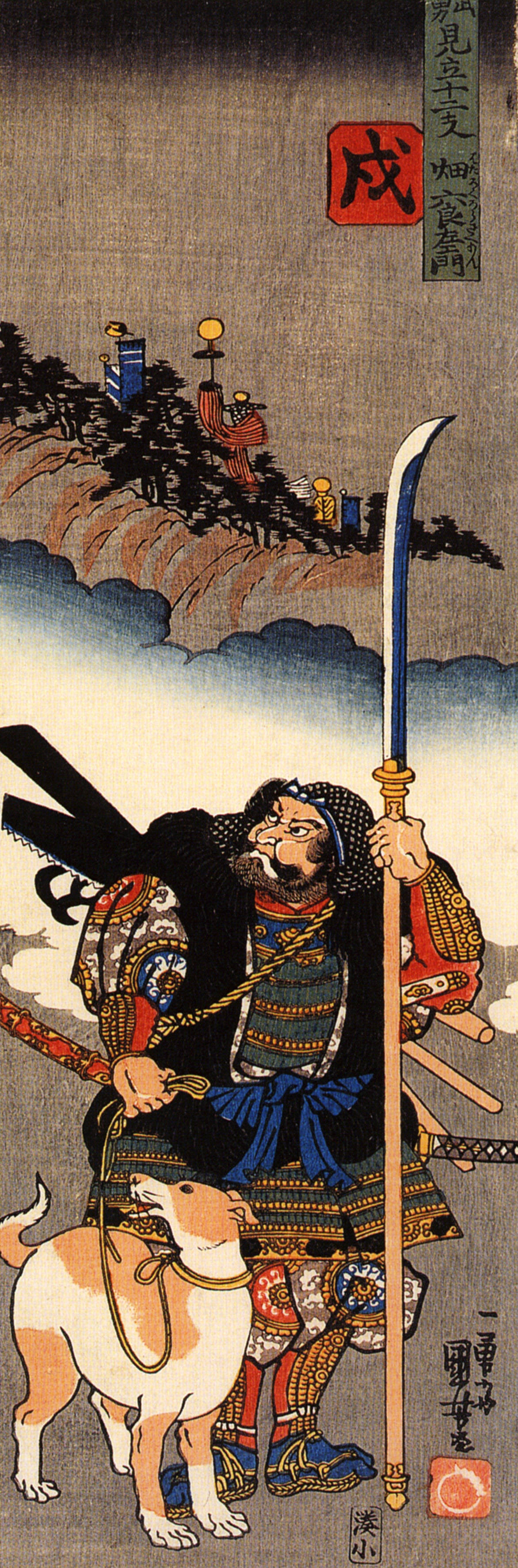
Một samurai cầm một naginata.

Tuy nhiên, nhiều koryu duy trì naginatajutsu trong chương trình giảng dạy của họ. Cũng lưu ý, vào cuối thời kỳ Edo, naginata được sử dụng để luyện tập cho đàn bà và phụ nữ trong việc chờ đợi. Do đó, hầu hết các phong cách naginatajutsu đều do phụ nữ đứng đầu và hầu hết các môn sinh naginata ở Nhật Bản là phụ nữ. Điều này đã dẫn đến ấn tượng ở nước ngoài rằng naginatajutsu là một môn võ thuật không được các chiến binh nam sử dụng. Trong thực tế, naginatajutsu được phát triển ở Nhật Bản thời Trung cổ và trong một thời gian được sử dụng rộng rãi bởi samurai.

### Sōjutsu
Sōjutsu (槍術 (thương thuật)/ そうじゅつ) là võ thuật Nhật Bản chiến đấu với cây giáo (yari). Đối với hầu hết lịch sử Nhật Bản, sōjutsu được thực hành rộng rãi bởi các trường phái truyền thống. Trong thời chiến, đó là một kỹ năng chính của nhiều binh sĩ. Ngày nay nó là một nghệ thuật nhỏ được dạy ở rất ít trường phái.

### Shinobi no jutsu
Shinobi no jutsu (cũng gọi là Ninjutsu) được phát triển bởi các nhóm người chủ yếu là từ Iga, Mie và Kōka, Shiga của Nhật Bản, những người đã trở nên nổi tiếng về kỹ năng gián điệp và trinh sát. Việc đào tạo các shinobi (ninja) này có thể liên quan đến ngụy trang, thoát thân, ẩn náu, ám sát, cung thuật, y thuật, thuốc nổ, chất độc, ma thuật đen và nhiều thứ khác.

### Các võ thuật koryū khác
Các trường phái võ thuật ban đầu của Nhật Bản gần như hoàn toàn là sogo (toàn diện) bujutsu. Với sự hòa bình lâu dài của Mạc phủ Tokugawa, đã có sự gia tăng chuyên môn hóa với nhiều trường phái tự nhận diện mình với những vũ khí chiến trường đặc biệt. Tuy nhiên, có rất nhiều vũ khí bổ sung được sử dụng bởi các chiến binh phong kiến Nhật Bản, và một nghệ thuật để cầm mỗi người. Thông thường chúng được nghiên cứu như vũ khí thứ cấp hoặc tam cấp trong một trường phái nhưng có những trường hợp ngoại lệ, chẳng hạn như võ thuật dùng đoản thương (jōdō) là nghệ thuật chính được dạy bởi Shintō Musō-ryū.
Các nghệ thuật khác tồn tại để dạy các kỹ năng quân sự khác ngoài việc sử dụng vũ khí. Ví dụ trong số này bao gồm các kỹ năng liên quan đến biển như bơi lội và lội nước (suijutsu), cưỡi ngựa (bajutsu), đốt phá và phá hủy (kajutsu).

## Gendai budō
Gendai budō,  nghĩa đen là "budo hiện đại", hoặc Shinbudō (新武道 (tân vũ đạo)), nghĩa đen là "budo mới" là hai thuật ngữ liên quan đến võ thuật Nhật Bản hiện đại, được thành lập sau cuộc Minh Trị Duy tân (1866–1869).

## Võ thuật hiện đại Nhật Bản
Sau đây là danh sách các phong cách hoặc trường phái trong võ thuật Nhật Bản hiện đại.
Đối với các trường phái lịch sử (koryū), xem Danh sách các trường phái võ thuật Nhật Bản.
- Aikido (合気道/合氣道)
- Bajutsu (馬術)
- Battōjutsu (抜刀術)
- Bōjutsu (棒術)
- Bujinkan (武神館)
- Chitō-ryū (千唐流)
- Daitō-ryū aiki-jūjutsu (大東流合気柔術)
- Genseiryū (玄制流)
- Gōjū-ryū (剛柔流)
- Hakkō-ryū (八光流)
- Iaido (居合道、居合術 Iaijutsu)
- Isshin-ryu
- Jōdō (杖道)
- Kickboxing Nhật Bản
- Judo (柔道)
- Jūkendō (銃剣道)
- Jujutsu (柔術、Jiujitsu, Jujitsu)
- Juttejutsu (十手術)
- Karate (空手)
- Kendo (剣道)
- Kenjutsu (剣術)
- Kenpo (拳法)
- Kosho Shorei Ryū Kempo
- Kūdō (空道)
- Kyūdō (弓道)
- Naginatajutsu (薙刀術)
- Ninjutsu (忍術)
- Nippon Kempo (日本拳法)
- Seishinkai
- Shindō jinen-ryū (神道自然流)
- Shitō-ryū (糸東流)
- Bắn quyền anh (Shoot Boxing)
- Bắn đấu vật (Shoot wrestling)
- Shootfighting
- Shōrin-ryū (少林流)
- Shōrinji Kempō (少林寺拳法)
- Shorinji-Ryu
- Shōtōkan-ryū (松濤館流)
- Shūdōkan
- Shūkōkai
- Shurikenjutsu
- Sumo (相撲)
- Taido (躰道)
- Takeda Ryu Nakamura Ha
- Togakure-ryu
- Toyama-ryū
- Uechi-ryū (上地流)
- Wado-ryū (和道流)
- Yoseikan Budo
- Yoseikan-ryū (養正館流)